# Иннокентьевка (Николаевский район)
В Нанайском районе Хабаровского края тоже есть село Иннокентьевка.

Иннокентьевка — село в Николаевском районе Хабаровского края. Административный центр Иннокентьевского сельского поселения. Расположено на левом берегу реки Амур, недалеко от её устья.

## История
Первые переселения появились на месте нынешнего села в конце XIX века. Первые дома русских переселенцев были построены в 1900 году.

## Население
| 1908 | 1923 | 1926 | 1992  | 2002 | 2010 | 2011 |
| ---- | ---- | ---- | ----- | ---- | ---- | ---- |
| 84   | ↗122 | ↗125 | ↗1000 | ↘665 | ↘464 | ↘461 |
| 2012 | 2021 |      |       |      |      |      |
| ↘448 | ↘416 |      |       |      |      |      |

## Экономика
Основу экономики села сегодня составляет добыча и переработка рыбы и сельское хозяйство. В селе находится база рыболовецкой артели «Ленинец», являющейся одним из крупнейших хозяйств Хабаровского края.